# Лопатінка
Лопатінка, Лопатінець (рум. Lopatnic, Lopatinca)  — річка у Сокирянському, Бричанському й Єдинецькому районах України (Чернівецька область) та Молодови, ліва притока Пруту (басейн Дунаю).

## Опис
Довжина річки 57  км. Формується з багатьох безіменних струмків.  Площа басейну 257 км².

## Розташування
Бере  початок у селі Грубна. Перетинає українсько-молдовський кордон, тече переважно на південний захід і на південному заході від села Лопатнік впадає у річку Прут, ліву притоку Дунаю.
Населені пункти вздовж  берегової смуги: Ґріманкауць, Бричани, Табань, Каракушеній-Век, Коржеуць.